# Zoé
ZOÉ és una banda mexicana de rock alternatiu formada el 1995 a Cuernavaca (Mèxic) i oficialitzada a la ciutat de Mèxic el 1997. Liderada per Lleó Larregui (veu del grup), també hi participen Sergio Acosta (guitarrista), en Jesús Báez(teclats), Ángel Mosqueda (baix) i Rodrigo Guardiola (bateria).

## Història
La banda pren nom quan van conèixer a una nena que és germana d'una exnúvia que va tenir Ángel Mosqueda (baix),que es diu Zoé, i els va semblar que sonava bé i també com es veu escrit i perquè moltes de les bandes de Rock en aquells temps tenien noms llargs; en canvi aquest els va semblar molt bé pel fet de ser un nom curt i perquè "Zoe" en grec antic significa "vida".
A falta d'espais per mostrar la seva música, Zoé es dona a conèixer en l'escena underground mitjançant concerts que ells mateixos organitzaven, la internet i una demo produïda per ells mateixos. Gràcies a tots aquests esforços i la bona crítica que s'anaven guanyant a poc a poc, van guanyar popularitat en estacions de ràdio en espanyol als Estats Units. Van signar el seu primer contracte discogràfic el 1998, però res va sortir d'això, així que una vegada més, van decidir llançar-lo ells mateixos. Van llançar de manera independent el seu primer àlbum, titulat de forma homònima. L'àlbum va cridar l'atenció de Sony Music qui va signar contracte amb ells i va distribuir l'àlbum a escala nacional. Però van rebre la seva carta de retir cosa que va fer que busquessin la disquera independent Noiselab i tot això va cridar l'atenció d'EMI Music, i va ser així com van signar un contracte que els portaria a la plaça pública. Després d'haver estat amb moltes discogràfiques, llancen les seves millors cançons que són:cançons publicades de la banda des del 2001 fins al 2011.